# Sargas
Sargas eller Theta Scorpii (θ Scorpii, förkortat Theta Sco, θ Sco), som är stjärnans Bayerbeteckning, är en dubbelstjärna av typ F belägen i sydöstra delen av stjärnbilden Skorpionen. Den har en skenbar magnitud på +1,87, och är en av de ljusaste stjärnorna på natthimlen. Baserat på parallaxmätningar har det beräknats att den befinner sig på ett avstånd av ca 300 ljusår (ca 90 parsek) från solen.

## Nomenklatur
Stjärnans traditionella namn, Sargas, är av sumeriskt ursprung. År 2016 organiserade Internationella astronomiska unionen en arbetsgrupp för stjärnnamn (WGSN) med uppgift att katalogisera och standardisera riktiga namn för stjärnor. WGSN godkände namnet Sargas för Theta Scorpii den 21 augusti 2016 och det är nu inskrivet i IAU Catalog of Star Names.
I kinesisk astronomi kallas den 尾 宿 五 (Wěisuwǔ), ”den femte  stjärnan i svansen”.

## Egenskaper
Sargas är en ljusstark jättestjärna i spektralklass F0 II. Med en massa 5,7 gånger den hos solen har den expanderat till ca 26 gånger solens radie. Dess utstrålning av energi från dess yttre skikt är 1,834 gånger så mycket som solens vid en effektiv temperatur på 7 268 K, vilket ger den den gulvita färg som karakteriserar en stjärna av typ F. Denna stjärna roterar snabbt, vilket ger den en tillplattad form med en ekvatorialradie 19 procent större än polärradien.
En följeslagare av magnitud 5,36 ligger med en vinkelseparation på 6,470 bågsekunder.